# テレコープ
株式会社テレコープ（英: TV COOP, Inc.）は、テレビ番組の編集・音響効果・MA技術を専門とする技術プロダクションである。関西テレビ放送の制作番組を担当することが多い。

## 会社概要

### 所在地
- 本社 : 大阪府大阪市北区西天満4-4-18 梅ヶ枝中央ビル7F
- 東京オフィス : 東京都渋谷区東三丁目25番3号　ライオンズプラザ恵比寿315号

### 設立年月日
- 1972年4月1日
  - （法人化は1980年6月2日）

### 代表者
- 西原幸郎

## 主な作品実績
（凡例）☆：ポスプロ/音効担当、★：映像編集/ポスプロ/音効を全て担当、△：映像編集のみ担当、無：制作のみ担当、※：音効のみ担当。